# Афера Томаса Крауна (фильм, 1968)
«Афера Томаса Крауна», в другом переводе «Дело Томаса Крауна» (англ. The Thomas Crown Affair) — кинофильм 1968 года. Обладатель премии «Оскар» за лучшую оригинальную песню к фильму, номинировался также за лучшую оригинальную музыку к фильму.

## Сюжет
Разведённый стареющий миллионер-интеллектуал Томас Краун разочаровывается в жизни, подписав невыгодный договор о продаже одного из своих зданий. Он ещё по-прежнему богат и красив, и заполняет свою жизнь разнообразными развлечениями для высшего класса, такими как гольф, полёты на планере, поло. Он осознает, что где бы он ни находился, его общество составляют фактически преступники под защитой закона. Он решает и сам стать преступником, организовав «идеальную» кражу денег из банка Бостона. Никто из команды Крауна не знает ничего ни о своих сообщниках, ни о самом боссе. Они действуют по выверенному до секунд плану, как единый механизм, и приносят в условленное место больше двух миллионов долларов наличными.
Расследованием этого дела, помимо полиции, занимается Вики Андерсон — молодая женщина-следователь страховой компании. Чутьё подсказывает ей, что Краун — мозговой центр дерзкого ограбления, но улик против него нет. Вики заявляет Крауну, что именно он организовал ограбление, и она намерена это доказать. Томас, чтобы потянуть время, решает соблазнить Вики, и это у него получается. Тем временем Вики и полиция выходят на Эрвина — водителя универсала «Форд», который увёз из банка деньги. Запугав Эрвина, полиция получает информацию о денежных переводах. Нити расследования неизбежно ведут к Крауну.
Между Вики и Томасом вспыхивает настоящая любовь. Вики сообщает ему, что скорее всего его ждёт пожизненное заключение, даже в том случае, если он вернёт все деньги. Томас понимает, что его преступление почти раскрыто, и он должен как можно быстрее покинуть страну.
Но просто бежать Краун не хочет. Он устраивает второе ограбление по той же схеме. Как и в прошлый раз, деньги доставляет на кладбище универсал «Форд». На кладбище, как и в прошлый раз, приезжает «Роллс-Ройс». Но за рулём не Краун, а его посыльный с запиской для Вики. Деньги достаются полиции, а Томас скрывается из страны. Вики понимает, что скорее всего, они уже никогда больше не встретятся.

## В ролях
- Стив Маккуин — Томас Краун
- Фэй Данауэй — детектив Вики Андерсон
- Пол Бурк — детектив Эдди Мэлоун
- Джек Уэстон — Эрвин Уивер, водитель «Форда»
- Гордон Пинсент — детектив Джейми Макдональд
- Бифф МакГуайр — Сэнди, игрок в гольф
- Яфет Котто — Карл, грабитель
- Эддисон Пауэлл — Эйб, грабитель
- Астрид Хирен — Гвен, содержанка Крауна
- Ричард Булл — охранник банка
- Чарльз Лампкин — лифтёр (в титрах не указан)

## Награды и номинации
Премия Laurel Awards (1968):
- Боевик-драма (номинация)

Премия Золотой глобус (1969):
- Лучшая песня — Мишель Легран, Алан Бергман, Мэрилин Бергман (награда)
- Лучшая музыка к фильму — Мишель Легран (номинация)

Премия Оскар (1969):
- Лучшая песня к фильму — Мишель Легран, Алан Бергман, Мэрилин Бергман (награда)
- Лучшая музыка — Мишель Легран (номинация)

Премия BAFTA (1970):
- Лучшая музыка к фильму — Мишель Легран (номинация)

## Факты
- Песня «The Windmills of Your Mind», написанная Мишелем Леграном в соавторстве с Мэрилин и Аланом Бергманами и принёсшая фильму «Оскар» (Легран был также представлен в номинации «Автор оригинальной музыки к кинофильму») и «Золотой глобус» за лучшую песню, — одно из наиболее часто исполняемых произведений в истории популярной музыкальной культуры XX столетия. Примечательно, что оригинальная версия «The Windmills of Your Mind» в исполнении британского певца Ноэла Харрисона не вызвала особого восторга у Бергманов. И хотя песня попала в первую десятку британского хит-парада в 1968 году, самыми известными кавер-версиями «The Windmills of Your Mind» принято считать интерпретации Хосе Фелисиано (1969), Дасти Спрингфилд (1970) и Стинга (1999). Версия Спрингфилд стала одной из музыкальных тем в фильме «Завтрак на Плутоне» (2005) Нила Джордана.
- Тед Конрад, работавший кассиром в Society National Bank в Кливленде (штат Огайо), был одержим фильмом «Афера Томаса Крауна». Во время подготовки к краже у своего работодателя в июле 1969 года, Тед пересмотрел его более десяти раз. Это стало одним из самых известных ограблений банка в истории Америки, оно попало в такие телешоу, как «Самые разыскиваемые преступники Америки» и «Неразгаданные тайны». Теда Конрада разыскивали на протяжении 52 лет.
- В ремейке фильма 1999 года «Афера Томаса Крауна» Фэй Данауэй сыграла второстепенную роль психоаналитика Томаса Крауна.